# 第七大道車站 (IND線)
第七大道車站（英語：Seventh Avenue station）是美國紐約地鐵IND第六大道線和IND皇后林蔭路線的地鐵站和跨月台轉車站，位於曼哈頓第七大道和53街的交界，設有D線（任何時候停站）、E線（任何時候停站）和B線（僅平日停站）列車服務。此站廣播時稱為「第七大道-53街車站」（Seventh Avenue–53rd Street），與其他沿53街東西向的車站相同（如第五大道/53街以及萊辛頓大道-53街），同時也避免與位於布魯克林夫拉特布什大道的第七大道車站混淆，該站也有B線列車停靠。

## 車站結構
| G  | 街道層             | 出入口                                                                                               |
| M  | 夾層               | 閘機、車站詢問處、Metrocard自動售票機                                                                |
| B2 | 南行皇后林蔭路線   | 往世界貿易中心（50街）                                                                               |
| B2 | 島式月台，左側開門 | |
| B2 | 南行第六大道線     | 平日往布萊頓海灘（47-50街-洛克斐勒中心） · 往康尼島-斯提威爾大道（47-50街-洛克斐勒中心）             |
| B3 | 北行皇后林蔭路線   | 往牙買加中心（第五大道/53街）                                                                        |
| B3 | 島式月台，右側開門 | |
| B3 | 北行第六大道線     | 繁忙時段往貝德福德公園林蔭路，日間晚上往145街（59街-哥倫布圓環） · 往諾伍德-205街（59街-哥倫布圓環） |

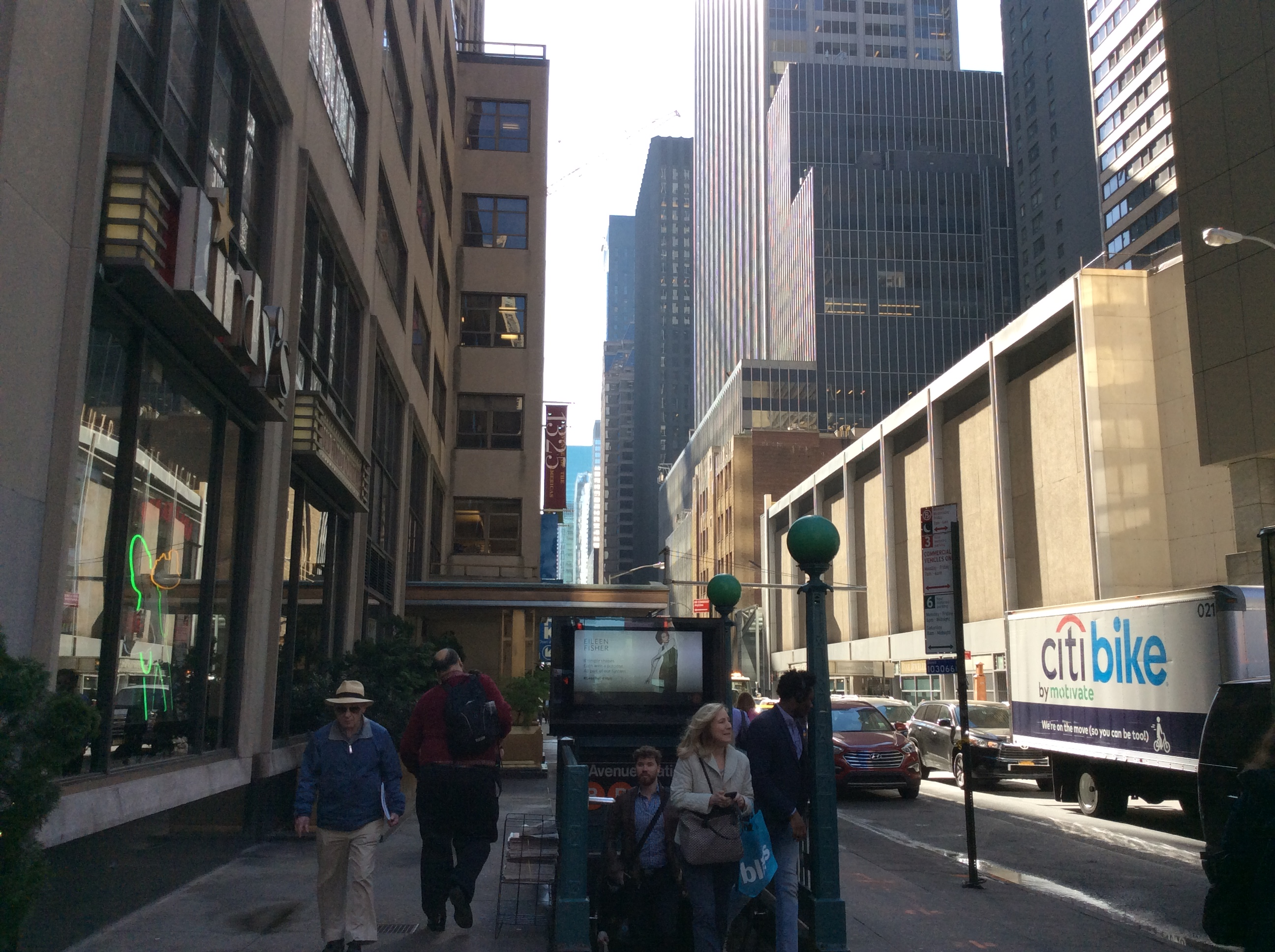
東北角入口

此站是一個雙層車站，每層設有兩個島式月台和兩條軌道，互相重疊。下層服務鐵路北行（IND第六大道線往中央公園西的列車以及IND第八大道線往皇后區的列車）。上層則相反。各層兩線之間可以進行跨月台轉乘。BMT百老匯線在車站近西端上方通過，上跨可在天花和支柱看見。
此站服務兩條互不相連的地鐵路線。IND第六大道線的上城列車（面向西面）與IND第八大道線的上城列車（往中央公園西）匯合，而下城列車（面向東面）沿IND第六大道線下城。在IND皇后林蔭路線，上城列車（面向東面）通過53街隧道前往皇后區，而下城列車（面向西面）則沿IND第八大道線下城。雖然路線圖上顯示可以轉乘，但軌道並無連接。這意味着來自中央公園西的第六大道下城列車不可以前往皇后區，而第六大道上城列車不可沿第八大道轉向下城，反之亦然。

## 外部連結
- nycsubway.org—IND Queens Boulevard Line: 7th Avenue/53rd Street
- Station Reporter — B Train
- Station Reporter — D Train
- Station Reporter — E Train
- Seventh Avenue entrance from Google Maps Street View
- Broadway entrance from Google Maps Street View （页面存档备份，存于）
- Upper platform from Google Maps Street View